# 500 miles d'Indianapolis 1966

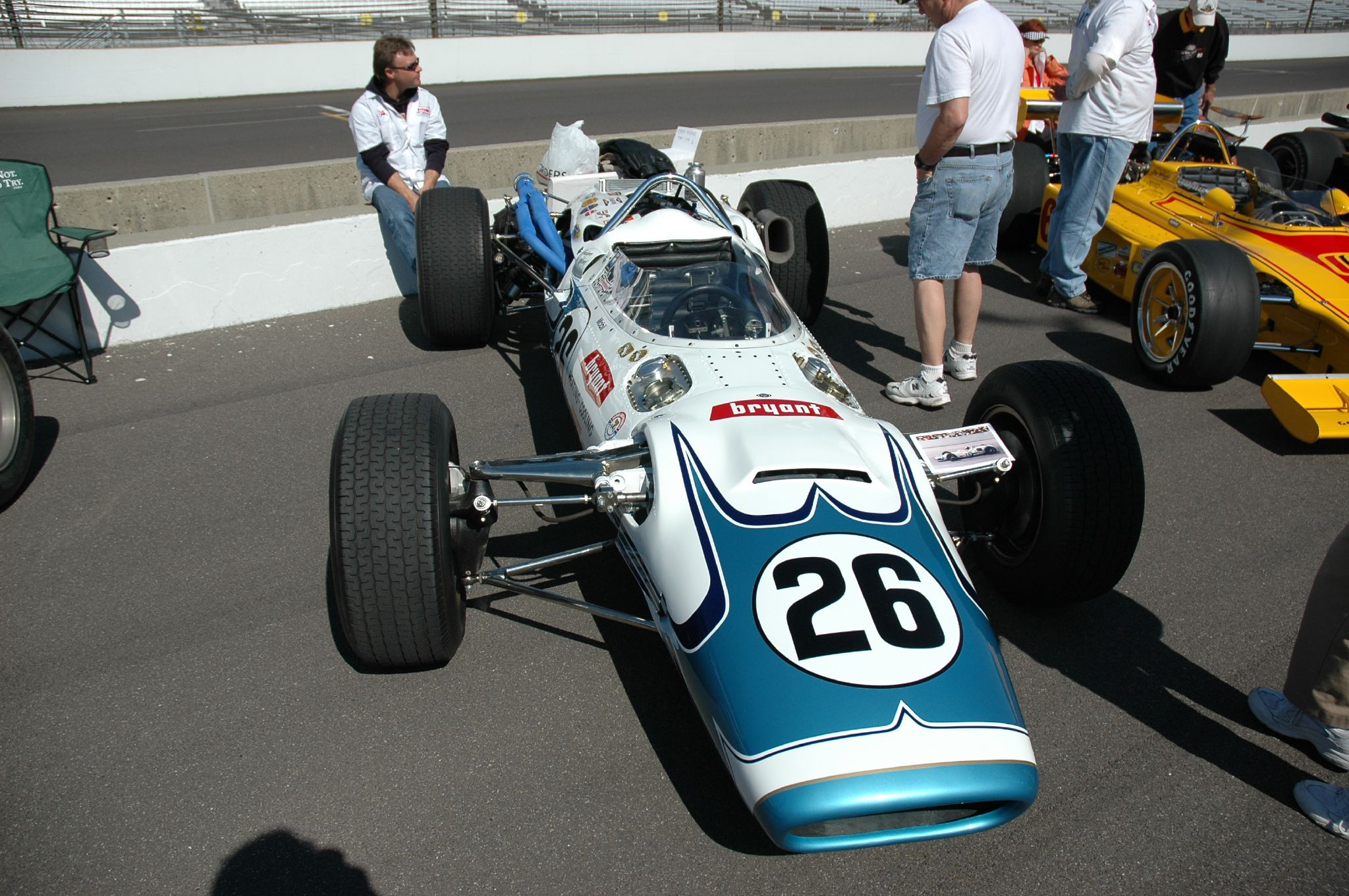
Vainqueur de l'épreuve à deux reprises (en 1959 et 1962), Rodger Ward va disputer l'édition 1966 des 500 miles sur cette Lola-Offenhauser.

Les 500 miles d'Indianapolis 1966, courus sur l'Indianapolis Motor Speedway et organisés le lundi 30 mai 1966, ont été remportés par le pilote britannique Graham Hill sur une Lola-Ford du Mecom Racing Team.

## Grille de départ
| Ligne | Intérieur      | Milieu         | Extérieur       |
| 1     | Mario Andretti | Jim Clark      | George Snider   |
| 2     | Parnelli Jones | Lloyd Ruby     | Gordon Johncock |
| 3     | Jim McElreath  | Chuck Hulse    | Don Branson     |
| 4     | Jerry Grant    | Jackie Stewart | Billy Foster    |
| 5     | Rodger Ward    | Johnny Boyd    | Graham Hill     |
| 6     | Gary Congdon   | Mel Kenyon     | A. J. Foyt      |
| 7     | Dan Gurney     | Joe Leonard    | Roger McCluskey |
| 8     | Jim Hurtubise  | Al Unser       | Cale Yarborough |
| 9     | Carl Williams  | Arnie Knepper  | Bud Tingelstad  |
| 10    | Bobby Unser    | Eddie Johnson  | Al Miller II    |
| 11    | Bobby Grim     | Larry Dickson  | Ronnie Duman    |

La pole a été réalisée par Mario Andretti à la moyenne de 266,989 km/h. Il s'agit également du meilleur temps des qualifications.

## Classement final
| Pos. | Pilote              | Voiture              | Tours | Temps/Abandon     |
| 1    | Graham Hill (R)     | Lola-Ford            | 200   |                   |
| 2    | Jim Clark           | Lotus-Ford           | 200   |                   |
| 3    | Jim McElreath       | Brabham-Ford         | 200   |                   |
| 4    | Gordon Johncock     | Gerhardt-Ford        | 200   |                   |
| 5    | Mel Kenyon (R)      | Gerhardt-Offenhauser | 198   |                   |
| 6    | Jackie Stewart (R)  | Lola-Ford            | 198   | pression d'huile  |
| 7    | Eddie Johnson       | Huffaker-Offenhauser | 175   | calage            |
| 8    | Bobby Unser         | Huffaker-Offenhauser | 171   |                   |
| 9    | Joe Leonard         | Eagle-Ford           | 170   | calage            |
| 10   | Jerry Grant         | Eagle-Ford           | 167   |                   |
| 11   | Lloyd Ruby          | Eagle-Ford           | 166   | mécanique         |
| 12   | Al Unser            | Lotus-Ford           | 161   | accident          |
| 13   | Roger McCluskey     | Eagle-Ford           | 129   | fuite d'huile     |
| 14   | Parnelli Jones      | Shrike-Offenhauser   | 87    | roulement de roue |
| 15   | Rodger Ward         | Lola-Offenhauser     | 74    | tenue de route    |
| 16   | Carl Williams (R)   | Gerhardt-Ford        | 38    | moteur            |
| 17   | Jim Hurtubise       | Gerhardt-Offenhauser | 29    | fuite d'huile     |
| 18   | Mario Andretti      | Brawner-Ford         | 27    | moteur            |
| 19   | George Snider       | Coyote-Ford          | 22    | accident          |
| 20   | Chuck Hulse         | Watson-Ford          | 22    | accident          |
| 21   | Bud Tingelstad      | Gerhardt-Offenhauser | 16    | surchauffe        |
| 22   | Johnny Boyd         | BRP-Ford             | 5     | accident          |
| 23   | Don Branson         | Gerhardt-Ford        | 0     | accident          |
| 24   | Billy Foster        | Vollstedt-Ford       | 0     | accident          |
| 25   | Gary Congdon (R)    | Huffaker-Offenhauser | 0     | accident          |
| 26   | A. J. Foyt          | Lotus-Ford           | 0     | accident          |
| 27   | Dan Gurney          | Eagle-Ford           | 0     | accident          |
| 28   | Cale Yarborough (R) | Vollstedt-Ford       | 0     | accident          |
| 29   | Arnie Knepper       | Cecil-Ford           | 0     | accident          |
| 30   | Al Miller II        | Lotus-Ford           | 0     | accident          |
| 31   | Bobby Grim          | Watson-Offenhauser   | 0     | accident          |
| 32   | Larry Dickson (R)   | Lola-Ford            | 0     | accident          |
| 33   | Ronnie Duman        | Eisert-Ford          | 0     | accident          |

Un (R) indique que le pilote était éligible au trophée du "Rookie of the Year" (meilleur débutant de l'année), attribué à Jackie Stewart.

### Contestation
L'équipe de Jim Clark estime qu'il était le vrai vainqueur, avec un tour d'avance sur Graham Hill qui n'aurait pas été compté. Le débat n'a jamais pu être tranché,.

## À noter
- Le tiers du plateau est éliminé au premier tour dans un carambolage général.
- Largement dominateur, Jackie Stewart est contraint à l'abandon à quelques tours du but en raison d'un problème mécanique. La victoire revient à Graham Hill (son coéquipier en Formule 1 chez BRM), qui devient le premier « rookie » depuis Frank Lockhart en 1926 à s'imposer. Malgré sa cruelle défaite, Stewart ne repart pas bredouille de l'Indiana puisque c'est lui et non Hill qui reçoit le trophée du « Rookie of the Year » qui vient récompenser le meilleur débutant de l'année.
- Cette course est le cadre de l'album de Michel Vaillant Tome 1 : Michel Vaillant - Légendes - Dans l'enfer d'Indianapolis[3].

## Sources
- (en) Résultats complets sur le site officiel de l'Indy 500